# إيلاب
إيلاب «المصرية لإنتاج الألكيل بنزين الخطي» أو (بالإنجليزية: ELAB - Egyptian Linear Alkyl Benzene)‏ هي إحدى شركات قطاع البترول المصري والتي تأسست عام 2003 وفقا لأحكام قانون ضمانات وحوافز الاستثمار رقم 8 لسنة 1997 لتنفيذ وتشغيل مشروع الألكيل بنزين الخطي، والمشروع هو عبارة عن منشأة حيوية على مستوى عالمي تقع في منطقة العامرية بالإسكندرية على مساحة تقترب من 242,000 متر مربع
ويعتبر الألكيل بنزين الخطي المادة الخام الأكثر استخداما في صناعة المنظفات الحيوية المتحللة.

## المساهمين
يساهم في رأسمال الشركة كل من:-
- إيكم - المصرية القابضة للبتروكيماويات: 21.01%
- إيجاس - المصرية القابضة للغازات الطبيعية: 21.01%
- وزارة المالية المصرية: 13.11%
- بنك الاستثمار القومي المصري: 34.15%
- رويال للكيماويات: 0.22%
- الهيئة المصرية العامة للبترول: 10.50%

## رؤساء الشركة
- هشام نور الدين.[1]
- إبراهيم عبد السلام.[2]
- هاني مروان.[2]
- أسامه مهدي.[3]
- أحمد فتوح.[4]
- أحمد أبو بكر.[5]
- أحمد الجندي.[5]
- محسن زاهر.[6]
- محمد عاطف.[7]
- محمد نور الدين.[8]